# Sielsowiet Honczary (obwód grodzieński)
Sielsowiet Honczary (biał. Ганчарскі сельсавет, Hanczarski sielsawiet; ros. Гончарский сельсовет) – sielsowiet na Białorusi, w obwodzie grodzieńskim, w rejonie lidzkim, z siedzibą w Honczarach.

## Demografia
Według spisu z 2009 sielsowiet Honczary zamieszkiwało 1763 osób, w tym 1425 Białorusinów (80,83%), 207 Polaków (11,74%), 96 Rosjan (5,45%), 28 Ukraińców (1,59%), 3 Azerów (0,17%) i 4 osoby innych narodowości.

## Geografia i transport
Sielsowiet położony jest na Poniemniu, w południowej części rejonu lidzkiego. Największymi rzekami są Niemen i Dzitwa. Sielsowiet graniczy z miastem Brzozówka.
Przez sielsowiet przebiegają linia kolejowa Baranowicze – Lida, droga magistralna M11 i droga republikańska R11.

## Miejscowości
- agromiasteczko:
  - Honczary
- wsie:
  - Barwicze
  - Bieniewicze
  - Dorże
  - Drozdowo
  - Dzitryki
  - Hancewicze
  - Istoki
  - Mosiewicze
  - Ogrodniki
  - Sielec
  - Suprowszczyzna
  - Szymany
  - Zarzeczany
  - Żomojdź
  - Żuczki